# Ommegang van Appels
De Ommegang van Appels is een ommegang die jaarlijks plaatsvindt in Appels met in de hoofdrol het Peird van Appels. Het folkloristisch evenement vindt telkens plaats op de zondag voor de week waarin 21 juli, de Belgische nationale feestdag, valt.

## Ontstaan
Het exacte ontstaansmoment van de ommegang is niet gekend, maar aangezien ommegangen van oorsprong religieuze processie waren en Appels een bedevaartsoord gewijd aan de Heilige Apollonia was, wordt algemeen verondersteld dat de Ommegang van Appels gegroeid is uit de vele processies die destijds door het dorp trokken. Vast staat dat de eerste, niet-religieuze stoet met een Ros Beiaard-paard in Appels in 1970 werd georganiseerd.
Sinds de gemeentefusie waardoor Appels een deelgemeente van Dendermonde werd, wordt het Peird van Appels gerekend tot de Dendermondse buurtrossen en is de Ommegang van Appels binnen die traditie uitgegroeid tot een mini-versie van de tienjaarlijkse Ommegang van Dendermonde waarbij de lokale Appelse folklore en geschiedenis verweven worden met of uitgebeeld worden aan de hand van elementen die traditioneel te zien zijn of waren in de Dendermondse Ros Beiaardommegang. Eén van de heemskinderen op het Appelse Ros Beiaard draagt bijvoorbeeld een stenen hamer, een verwijzing naar een stenen strijdhamer die volgens een oud volksverhaal ooit gevonden werd in een lokale turfput.

## Reuzen
In de stoet lopen drie reuzen en een reuzenpaard mee.

### Miss Paling
Deze reuzin van de Koninklijke Katholieke MuziekMaatschappij Sint-Cecilia dateert van 1947 en werd in 2021 herbouwd door reuzenbouwer Gert Peleman. Ze werd gebouwd naar aanleiding van de Palingfeesten die de voorloper van deze muziekvereniging oorspronkelijk organiseerde en later in de regio gekend werden als de Appelse Feesten.

### Poschier
Poschier is de reus van Springt Jubilate, een vereniging van oud-leiders en -leidsters van de Appelse Chirobewegingen. De reus werd gebouwd door Geert De Boeck en stelt de lokale held Kris Michiels voor.

### Reus Jonny
Reus Jonny is een reus die de Dendermondse reuzendrager Jonny van Gysegem voorstelt. Van Gysegem was een van de vaste dragers van de Dendermondse gildereus Goliath. Na zijn overlijden werd hij geëerd met een reus. Reus Jonny wordt gedragen door leden van de Dendermondse Gilde der Reuzendragers waaronder zijn twee zonen.

### Peird van Appels
Het Peird van Appels dat ook wel het Ros Appels genoemd wordt, is het Ros Beiaardpaard van Appels. Het wordt bereden door vier heemskinderen. Het draagt een kleed in drie kleuren; geel, blauw en groen. De kleur geel verwijst naar `t Zand, het lokale dorpsplein. De kleur blauw verwijst naar water, aangezien de naam Appels afgeleid is van het Keltische woord Apls wat water betekende. Groen verwijst naar de status van Appels als landelijke gemeente die volgens historicus Aimé Stroobants in 1846 226 landbouwbedrijven telde.